# Alekseï Ieskov
Alekseï Alekseïévitch Ieskov (en russe : Алексей Алексеевич Еськов) est un footballeur international soviétique et entraîneur de football russe né le 23 juin 1944, à Grozny et mort le 20 mars 2002 à Rostov-sur-le-Don.

## Biographie

### Carrière de joueur
Né et formé à Grozny, Alekseï Ieskov intègre notamment les rangs du Dinamo Grozny durant sa jeunesse avant de rejoindre le Terek Grozny en 1961. Il évolue par la suite deux saisons et demie sous ces couleurs dans les divisions inférieures soviétiques avant de rejoindre le SKA Rostov à la mi-saison 1963. Il fait par la suite ses débuts en première division le 7 avril 1964 contre le Chinnik Iaroslavl, à l'âge de 19 ans, et marque son premier but quelques mois plus tard contre le Chakhtior Donetsk le 20 juillet suivant pour une victoire 2-1.
Il s'impose par la suite comme un titulaire au sein de l'équipe tout au long de la deuxième partie des années 1960 et du début des années 1970, passant en tout dix saisons sous les couleurs du SKA. Il cumule durant cette période 303 rencontres jouées et 56 buts marqués, atteignant notamment la barre des dix buts en championnat lors de la saison 1972. Il prend ainsi pleinement part aux bonnes performances du club, qui termine notamment vice-champion en 1966 et atteint la finale de la coupe nationale par deux fois en 1969 et 1971.
Son passage au SKA correspond par ailleurs avec sa période avec la sélection soviétique. Il connaît ainsi sa première sélection sous les ordres de Mikhail Yakushin le 1er octobre 1967 lors d'un match amical face à la Suisse. Il connaît par la suite cinq autres rencontres internationales entre 1968 et 1969, là encore uniquement des matchs amicaux, sous Yakushin puis Gavriil Kachalin. Il est rappelé une dernière fois par Oleksandr Ponomarov à l'occasion d'un match amical contre la Suède le 6 août 1972 pour sa septième et dernière sélection.
Après son départ de Rostov à la fin de la saison 1973, Ieskov rejoint le Torpedo Moscou où il évolue avant de prendre sa retraite sportive en fin d'année 1976, à l'âge de 30 ans.

### Carrière d'entraîneur
Se reconvertissant comme entraîneur après la fin de sa carrière de joueur, Ieskov prend en 1981 la tête de son club formateur le Terek Grozny le temps d'une saison, durant laquelle il amène l'équipe à la troisième place de son groupe de troisième division. Il fait par la suite son retour au SKA Rostov à partir de 1982 en tant qu'adjoint de Vladimir Fedotov. Après le départ de ce dernier au mois d'août 1982, Ieskov prend la tête de l'équipe pour la fin de saison et l'amène à la onzième place de la deuxième division.
Il reprend ensuite une place d'adjoint sous Piotr Choubine (en) puis Anatoli Polossine (en) entre 1983 et juillet 1985 avant d'être nommé à la tête de l'équipe pour la fin de la saison 1985, à l'issue de laquelle le SKA termine largement dernier et descend de la première division.
Par la suite, Ieskov devient entraîneur dans les équipes des forces armées soviétiques puis pour celles des anciens combattants russes. Il rentre ensuite dans le comité exécutif de la fédération russe de football où il siège de 1992 à janvier 1997.
Il meurt finalement le 20 mars 2002 à Rostov-sur-le-Don, à l'âge de 57 ans.

## Statistiques
| Saison                | Club                  | Championnat           | Championnat | Championnat | Coupe(s) nationale(s) | Coupe(s) nationale(s) | Total | Total |
| Saison                | Club                  | Division              | M.          | B.          | M.                    | B.                    | M.    | B.    |
| 1964                  | SKA Rostov            | D1                    | 23          | 3           | 2                     | 0                     | 25    | 3     |
| 1965                  | SKA Rostov            | D1                    | 24          | 4           | -                     | -                     | 24    | 4     |
| 1966                  | SKA Rostov            | D1                    | 35          | 8           | 1                     | 0                     | 36    | 8     |
| 1967                  | SKA Rostov            | D1                    | 26          | 6           | 2                     | 0                     | 28    | 6     |
| 1968                  | SKA Rostov            | D1                    | 31          | 2           | -                     | -                     | 31    | 2     |
| 1969                  | SKA Rostov            | D1                    | 22          | 2           | 4                     | 0                     | 26    | 2     |
| 1970                  | SKA Rostov            | D1                    | 31          | 5           | -                     | -                     | 31    | 5     |
| 1971                  | SKA Rostov            | D1                    | 28          | 9           | 8                     | 1                     | 36    | 10    |
| 1972                  | SKA Rostov            | D1                    | 30          | 10          | 5                     | 0                     | 35    | 10    |
| 1973                  | SKA Rostov            | D1                    | 27          | 4           | 2                     | 2                     | 29    | 6     |
| Sous-total            | Sous-total            | Sous-total            | 277         | 53          | 26                    | 3                     | 303   | 56    |
| 1974                  | Torpedo Moscou        | D1                    | 24          | 1           | 3                     | 0                     | 27    | 1     |
| 1975                  | Torpedo Moscou        | D1                    | 11          | 0           | 1                     | 0                     | 12    | 0     |
| Sous-total            | Sous-total            | Sous-total            | 35          | 1           | 4                     | 0                     | 39    | 1     |
| Total sur la carrière | Total sur la carrière | Total sur la carrière | 312         | 54          | 30                    | 3                     | 342   | 57    |

## Palmarès
| SKA Rostov - Championnat d'Union soviétique : - Vice-champion : 1966. - Coupe d'Union soviétique : - Finaliste : 1969 et 1971. |